# NFTO
NFTO war ein britisches Radsportteam mit Sitz in Hereford.
Die Mannschaft wurde 2014 gegründet und nimmt als Continental Team an den UCI Continental Circuits teil. Managerin war Rebecca Frewing, die von den Sportlichen Leitern Sid Barras, Courtney Rowe und Sean Yates unterstützt wurde.
Ende 2016 wurde das Team aufgelöst.

## Saison 2016

### Abgänge – Zugänge
| Zugänge                      | Team 2015              | Abgänge         | Team 2016           |
| ---------------------------- | ---------------------- | --------------- | ------------------- |
| Liam Stones (ab 11. Februar) | Team Raleigh-GAC       | Edward Dunbar   | Axeon Hagens Berman |
| Joshua Edmondson             | An Post-Chain Reaction | Tom Barras      | Karriereende        |
| George Fowler                | Neoprofi               | Joe Wiltshire   | Unbekannt           |
| Alex Harvey                  | Neoprofi               | Steele Von Hoff | ONE Pro Cycling     |
|                              |                        | Sam Harrison    | Team Wiggins        |
|                              |                        | Hugh Wilson     | Unbekannt           |
|                              |                        | Zach May        | Unbekannt           |

### Mannschaft
| Name                   | Geburtstag         | Nationalität           | Team 2017           |
| ---------------------- | ------------------ | ---------------------- | ------------------- |
| Dale Appleby           | 19. Dezember 1986  | Vereinigtes Königreich |                     |
| Ian Bibby              | 20. Dezember 1986  | Vereinigtes Königreich | JLT Condor          |
| Edmund Bradbury        | 10. September 1992 | Vereinigtes Königreich | JLT Condor          |
| Joshua Edmondson       | 6. Juli 1992       | Vereinigtes Königreich |                     |
| George Fowler          | 29. September 1992 | Vereinigtes Königreich |                     |
| Alex Harvey            | 22. Januar 1997    | Vereinigtes Königreich |                     |
| Justin Hoy             | 27. September 1978 | Vereinigtes Königreich |                     |
| James Lewis            | 1. November 1990   | Vereinigtes Königreich |                     |
| Rhys Lloyd             | 23. Januar 1989    | Vereinigtes Königreich |                     |
| James Lowsley Williams | 12. Januar 1992    | Vereinigtes Königreich | BIKE Channel Canyon |
| Greg Mansell           | 8. November 1987   | Vereinigtes Königreich |                     |
| Richard Mardle         | 9. Dezember 1980   | Vereinigtes Königreich |                     |
| Jonathan McEvoy        | 2. August 1989     | Vereinigtes Königreich | Madison Genesis     |
| Robert Partridge       | 11. September 1985 | Vereinigtes Königreich | BIKE Channel Canyon |
| Matthew Rowe           | 28. April 1988     | Vereinigtes Königreich |                     |
| Liam Stones            | 23. Juli 1989      | Vereinigtes Königreich |                     |

## Platzierungen in UCI-Ranglisten
UCI Europe Tour
| Saison | Mannschaftswertung | Fahrerwertung          |
| ------ | ------------------ | ---------------------- |
| 2014   | 63.                | Adam Blythe (90.)      |
| 2015   | 87.                | Steele Von Hoff (395.) |
| 2016   | 89.                | Ian Bibby (531.)       |

UCI Oceania Tour
| Saison | Mannschaftswertung | Fahrerwertung         |
| ------ | ------------------ | --------------------- |
| 2014   | -                  | -                     |
| 2015   | 8.                 | Steele Von Hoff (17.) |
| 2016   | -                  | -                     |